# Ото Кусинен
Ото Виле Кусинен (рус. О́тто Вильге́льмович Ку́усинен; Лаука, 4. октобар 1881 — Москва, 14. мај 1964) био је фински, а касније совјетски политичар, историчар и песник. Након пораза Црвених у Финском грађанском рату, остатак живота је провео у Совјетском Савезу.

## Биографија
Рођен је 1881. године у породици сеоског кројача. Завршио је лицеј у Јивескилеи 1900. године и након тога уписао студиј на Универзитету у Хелсинкију. Био је активан у студентском покрету.
Од 1906. године је постао најутицајнији члан Финске социјалдемократске партије. Био је члан финског парламента од 1908. до 1913. и председник Финске СДП од 1911. до 1917. године.
Био је вођа финске социјалистичке револуције у јануару 1918. године када је успостављена краткотрајна Финска Социјалистичка Радничка Република. Кусинен је био министар за образовање у новој влади.

### Рад у Совјетском Савезу
Након што су комунисти изгубили у Финском грађанском рату 1918. године, Кусинен је отишао у Москву и учествовао у оснивању Комунистичке партије Финске. Тада је велик број финских левичара пребегао у СССР, јер је према њима стварана мржања после грађанског рата. Кусинен је у Совјетском Савезу свој рад наставио у Коминтерни. Био је и члан одељења Совјетске војне обавештајне службе задуженог за Скандинавију.
Када су Совјети током Зимског рата 30. новембра 1939. основали краткотрајну Финску Демократску Републику, Ото Кусинен је био постављен за њеног председника. Циљ Совјета је био да након пада финске владе у Хелсинкију буде основана нова просовјетска влада на челу с Отом Кусиненом. Након неуспеха овог плана, Финска ДР је 1940. преуређена у Карело-Финску ССР, а Кусинен је постао њен први председник.
Кусинен је с временом постао утицајан совјетски политичар и постао члан Политбироа Комунистичке партије Совјетског Савеза. Своју каријеру је наставио и током Хрушчовљеве администрације (1953—1964). Био је секретар Централног комитета КПСС од 1957. до 1964. и 1952. и 1957. члан Президијума ЦК КПСС.
Био је један од уредника књиге „Основи марксизма-лењинизма“, која се данас сматра за једно од темељних дела о дијалектичком материјализму и лењинистичком социјализму. Од 1958. је био члан Совјетске академије наука.
Остали совјетски политичари сматрали су Кусинена припадником либералне струје унутар КПСС.
Умро је 1964. године у Москви. Његови остаци сахрањени су у Кремаљску некрополу.